# Tehachapi (Kalifornija)
Tehachapi je grad u američkoj saveznoj državi Kalifornija. Prema popisu stanovništva iz 2010. u njemu je živjelo 14.414 stanovnika.